# Acheilognathus macropterus
Acheilognathus macropterus és una espècie de peix cipriniforme de la família dels ciprínids.

## Morfologia
Els mascles poden assolir els 27,5 cm de longitud total.

## Distribució geogràfica
Es troba a la Xina i al nord del Vietnam.